# Чотири шаблі (роман)
«Чотири шаблі» — роман українського письменника Юрія Яновського, що вийшов друком 1930 року. Написаний в дусі революційної романтики, твір викликав негативні відгуки соцреалістичних критиків, у результаті чого не ввійшов до зібрання творів митця 1958 року. Роман залишався поза межами літературного процесу аж до 1983 року.

## Сюжет

### Зміст
Сюжет розгортається довкола чотирьох ватажків партизанської армії (Шахая, Марченка, Галата й Остюка), які виступають своєрідними нащадками козацької слави, що покликані виправити помилки своїх пращурів й здобути нарешті омріяну волю.
Роман «Чотири шаблі» складається із семи розділів-пісень: у перших чотирьох головні герої-побратими втягнені у вир подій громадянської війни, що супроводжуються яскравими батальними сценами (тут виразно простежуються неоромантичні риси). Останні три розділи описують життя кожного з персонажів у мирних умовах (виявляються авантюрно-пригодницькі ознаки, а також з'являється велика кількість філософських міркувань). У фіналі друзі зустрічаються пліч-о-пліч у спільній праці, в якій і знаходять своє покликання.

#### Подробиці
Пісня I. Шахай та його товариші Марченко, Галат й Остюк збираються разом до фотографії: Шахай сьогодні одружується. Люди сходяться на вінчання до церкви, яка стоїть ще із запорозьких часів, ікони в ній змальовано з курінних, братчиків та кошового отамана. Поки немає молодої, Шахай у церкві роздумує про козацьке минуле України, мріє, як рубатиме завойовників, які наважаться посягнути на свободу його народу. Весілля відбувається за давнім звичаєм: з дружбами на конях, з музиками й танцями. Шахай розмовляє з кобзарем про відвагу, він прагне довести, що честь та хоробрість ще не загинули. Його плани міцніють і незабаром втілюються в життя.
Наступного дня після весілля Шахай з Остюком та Галатом відправляються на станцію Варварівка, щоб перехопити озброєний ешелон, а Марченка з братами Виривайлами відправляє на станцію Полтавка для страхівки. На станції Шахай виголошує перед партизанами палку промову про те, що вони повинні захопити зброю для того, щоб не дозволити гнобителям повернутися, але їм це не вдається.  
Пісня II. Марченкові та декільком партизанам, завдяки кулеметним градам, вдалося налякати офіцерський ешелон на Полтавці й обеззброїти солдатів. Марченко здобув блискучу перемогу: він починає формувати партизанські полки з добровольців, які приходили з навколишніх сіл. Марченко думав, що Шахай загинув: перед бійцями він видав себе за нього. На станції всі святкують перемогу: грають оркестри, всі розважають себе співами та випивкою. Коли прийшов Шахай, то жахнувся: перед ним сотні незнайомих партизанів, що утворили анархічну силу під чорними прапорами. Марченко сп'янів від влади, усі його величали як ідола. При зустрічі з Шахаєм спершу втікає на коні, але згодом повертається. Усі четверо друзів збираються разом для того, щоб провернути успенівську операцію — дати відсіч грекам та французам. Шахай себе не видає (всі вважають його за Марченка, окрім друзів), але саме він розробляє план операції, який виявився вдалим: ворожі війська переможено. Шахай виступав за анархію не як за панування хаосу, а як за руйнування старого, яке могло б перешкодити будувати нове майбутнє. Він був проти бездумного кровопролиття, але ясно дав зрозуміти грецькому капітанові та французькому полковникові, що помилування не буде. Шахай з'ясовує, що Марченко написав телеграму до Новоспаського (Шахаєвій дружині Наталці) зі звісткою про його (Марченка) перемогу і смерть Шахая.
Пісня III. Шахай та його люди йдуть з кіньми степом. Прибігають розвідники й повідомляють, що попереду — ворожі війська та кулемети. Шахай вирішує вдарити по ворогові з обидвох флангів: з одного боку мав підходити він, з іншого — Остюк. Загін бійців Остюка не відразу прийшов на підмогу, але перемогу вдалося здобути. Ватажки з партизанами повертаються до штабу. Сюди приходить селянин і повідомляє, що у трьох навколишніх селах осіли війська, які планують нападати. Шахай розробив план: потрібно випередити напад завойовників і завдати удару першими. Для цього він спланував тактику «косого удару», наражаючи на небезпеку Остюка, адже саме він мав прийняти на себе основні сили ворога. Бій виявився важким: Остюка, Марченка й Галата поранено. Незважаючи на жертви, партизани знову святкують перемогу.
Пісня IV. Дивізію Шахая ворог захопив у кільце. Галат та його люди в цей час розважалися. Галат прив'язався до однієї дівчини, за що відчуває провину, адже дозволив любові взяти верх над військовими справами. Він чекав покарання від Шахая. Останній дає Галатові завдання вирушати на станцію, щоб взяти частину сил ворога на себе і дозволити дивізії Шахая розбити ворожі полки. Він йде на це не лише з відчуття обов'язку, але й на згадку про Марченка (вважють, що його розстріляно). Галат вирушає в дорогу. Він розуміє, що опиняється на місці Остюка, але на відміну від нього, йому ніхто не прийде на допомогу. В бригаді Галата панують ворожі настрої, адже ватажок веде їх на смерть. Коли надійшов Шахай, то дав наказ декільком людям Галата здати зброю, Галатові в тому числі. Зрештою, він вирішує, що на ворожий табір вони підуть разом.
Пісня V. Маршал Остюк блукає вулицями Парижа. Проте, як зазначає Олександр Чумаченко: «Париж — зовсім ірреальне місце… На перший план виходить зображення переживань та почуттів героя, що й утворюють „справжній“ космос оповіді». У водах Сени Остюк бачить свого коня Флориду. Місто обмежує його, він згадує широкі простори степу. Він чує сміх француженок, яких вважає вільними, на відміну від українських жінок. Остюк хотів би бачити й українок такими ж безтурботними, але їхня доля — це доля матерів. Він рятує в морзі одного ченця, коли помічає, що той живий. Далі повертається до своєї кімнати, де розмовляє зі своєю коханою Лореттою. Вона розповідає йому, що ця кімната — це помешкання її колишнього нареченого. Цим нареченим виявився французький лейтенант, якого Остюк поранив у бою. Остюк покинув її, адже не міг пробачити, що вона позбулася їхньої дитини. Він вважає красу француженок мертвою. Згодом маршал розмовляє з ченцем (рідною мовою). Чернець розповідає йому про нову столицю Хортицю, про те, що українцям властива гордість смерті, що вони вміють вмирати так, як ніхто у світі. Під кінець Остюкові сниться сон про нову Хортицю, про те, як його бригади поглинає велетенське місто.
Пісня VI. В долині Сибіру, заметеній снігом, бредуть двоє компаньйонів. Вони у пошуках золота. Довкола чатує небезпека. Ночами їм сняться жахи. Напарники натрапляють на труп людини, ще одного шукача золота. Неподалік від нього в чагарнику вони знаходять капшук, з якого висипався золотий пісок. Вони забирають знахідку й вирішують повертатися назад, але їх застає хуртовина. Вони знаходять безпечне місце у печері. Ничипір (один із компаньйонів) уявляє владу, яку дасть золото над людьми. Він уявляє, як викупить таверну монгола Лі-Тіна, як той обслуговуватиме його. Далі описується, як заметеною дорогою ідуть четверо людей: Остюк з побратимом і двоє тунгусів. Вони натрапляють на сліди вовка. Остюк наполягає, щоб вистежити його, оскільки впевнений, що він вистежує жертву. Зрештою мандрівники бачать зграю вовків, що обступила дерево, під яким сидить чоловік. У ньому Остюк упізнав свого давнього друга Ничипора Марченка. Разом вони повертаються до таверни. Остюк пропонує Марченкові повернутися до їхнього колишнього гурту. Він побачив Наталку (Шахаєву дружину), але та його не впізнала. В кінці Остюк рятує її від смерті, яку вона хотіла собі заподіяти, але вона була вже непритомна.  
Пісня VII. Галат і Шахай розбивають в шахті каміння. По радіо вони чують пісню, в якій кобзар оспівує славетного ватажка Остюка. Згодом до шахти спускаються Остюк і Марченко. Давні побратими зустрілися знову: вони згадують колишні часи, але примиряються зі своєю долею. Шахай вірить у те, що їм ще вдасться відродити покинуту працю. Марченко помирає, а в цей час Остюк, Шахай і Галат спускаються до шахти, куди прибула вода, для того, щоб рятувати людей. Магдалина Ласло-Куцюк відзначає, що «фінал роману Яновського — це вираження віри в людську солідарність. Саме в умовах спільної праці відроджуються його персонажі, душа яких була спустошена війною».

## Персонажі
Про героїв роману «Чотири шаблі» Володимир Панченко зазначає: «Яновському явно до душі люди, наділені величезною силою волі й самовладання, надійні й безхитрісні в дружбі „залізні душі“, які вміють просто й відважно дивитися в очі смерті». Незважаючи на те, що персонажі дещо ідеалізовані, вони постають справжніми звитяжцями у боротьбі за справедливість.
Шахай — колишній шахтар й один з ватажків партизан. Він став авторитетом не лише для партизанських полків, але й для друзів-побратимів, адже відзначався хоробрістю, красномовством та військовою хитрістю. Завдяки його проникливості та розважливості військові операції, у яких він брав участь, завершувалися успіхом.
Ничипір Марченко — побратим Шахая. Йому вдалося отримати перемогу на станції Полтавка. Він відзначився жагою до влади, про що свідчить той факт, що він видав себе за Шахая, а також його прагнення здобути владу над людьми завдяки золоту, яке він знайшов у тайзі.
Остюк — відважний ватажок, який готовий прийти на допомогу, коли потрібно. Неодноразово виручав своїх побратимів у критичний момент. Саме він зіграв ключову роль у битві під Павлівкою, а також врятував Марченка від вовків. Проявив себе дещо запальним, коли на хвилі перемоги кинувся у бій з французьким лейтенантом, в результаті чого був поранений.
Галат — ще один із чотирьох побратимів, якого теж можна описати словом «відважний». Виявив себе дещо легковажним, коли через дівчину забув про свої військові обов'язки, але зумів виправитися. Любив також співати української пісні.

## Критика
Радянські критики поставилися з пересторогою до нового роману Юрія Яновського. Позитивно відгукуючись про стиль, композицію твору, вони були одностайні щодо його ідейного змісту, який не відповідав духові пролетаріату. Так, Олег Бабишкін пише: «Найбільш серйозною помилкою письменника в „Чотирьох шаблях“ є те, що він не розкрив впливу Комуністичної партії на маси, не показав самої маси, яка жадібно тяглася до комуністів, ставала до боротьби за Радянську владу». Інший критик, Арон Тростянецький, схоже відгукується про цей роман: «Апологетика партизанської стихії, що нею пройнятий твір, була наслідком дрібнобуржуазного розуміння автором мети і завдань соціалістичної революції». Навіть фінал роману, який утвердив ідею спільної праці, не вберіг його від майже п'ятдесятирічного забуття.

## Зв'язки із зарубіжними текстами
Далеко не всі літературознавці, особливо сучасні, згоджуються на тому, що роман «Чотири шаблі» описує боротьбу партизанів, козацьких нащадків, проти загарбників, виборюючи свободу ціною життя. Тематично роман Ю. Яновського значно ближчий до літературних зразків Заходу, ніж це може здатись на перший погляд. Володимир Панченко, наприклад, порівнює Шахая з героєм Джека Лондона Вовком Ларсеном з «Морського вовка». Літературознавець також вказує на подібність Ю. Яновського та німецького письменника Е. Ремарка, які майже одночасно пишуть тексти, в яких змальовують персонажів, що переживають важкий злам — повернення після боїв до нефронтового життя. Е. Хемінгуей підібрав влучний термін, що точно описує таких людей, — «втрачене покоління». Олександр Чумаченко виявляє схожість Ю. Яновського та Р. Кіплінга у тематичному й стильовому планах, в чому вбачає наближення українського письменника до тих цінностей, які б згодом стали основою для епохи постмодерну.